# Rudolf Abel
William August Fisher (Benwell, Newcastle, 11 de julho de 1903 – Moscou, 15 de novembro de 1971) mais conhecido como Rudolf Ivanovich Abel, foi um notável agente de inteligência da União Soviética. Foi condenado nos Estados Unidos em 1957 acusado de espionagem, entregando informações e segredos militares à União Soviética. Ele foi trocado em 1962 pelo aviador americano Francis Gary Powers, que tinha sido preso como espião na União Soviética desde 1960, quando seu avião modelo U2 foi abatido em voo secreto sobre a URSS. O advogado James B. Donovan, americano, foi o responsável pelas negociações de troca de prisioneiros, realizada sobre a ponte Glienicke. Morreu de câncer de pulmão em 15 de novembro de 1971.
A história de sua prisão e das negociações para a troca entre ele e Powers é contada no filme Ponte dos Espiões, dirigido por Steven Spielberg, de 2015. Também são parte do desfecho do romance Nem Só de Caviar Vive o Homem, de Johannes Mario Simmel.